# دررود
دررود (بالفارسية: دررود) هي مدينة تقع في إيران في Zeberkhan District. يقدر عدد سكانها بـ 4,979 نسمة .